# Базниківка

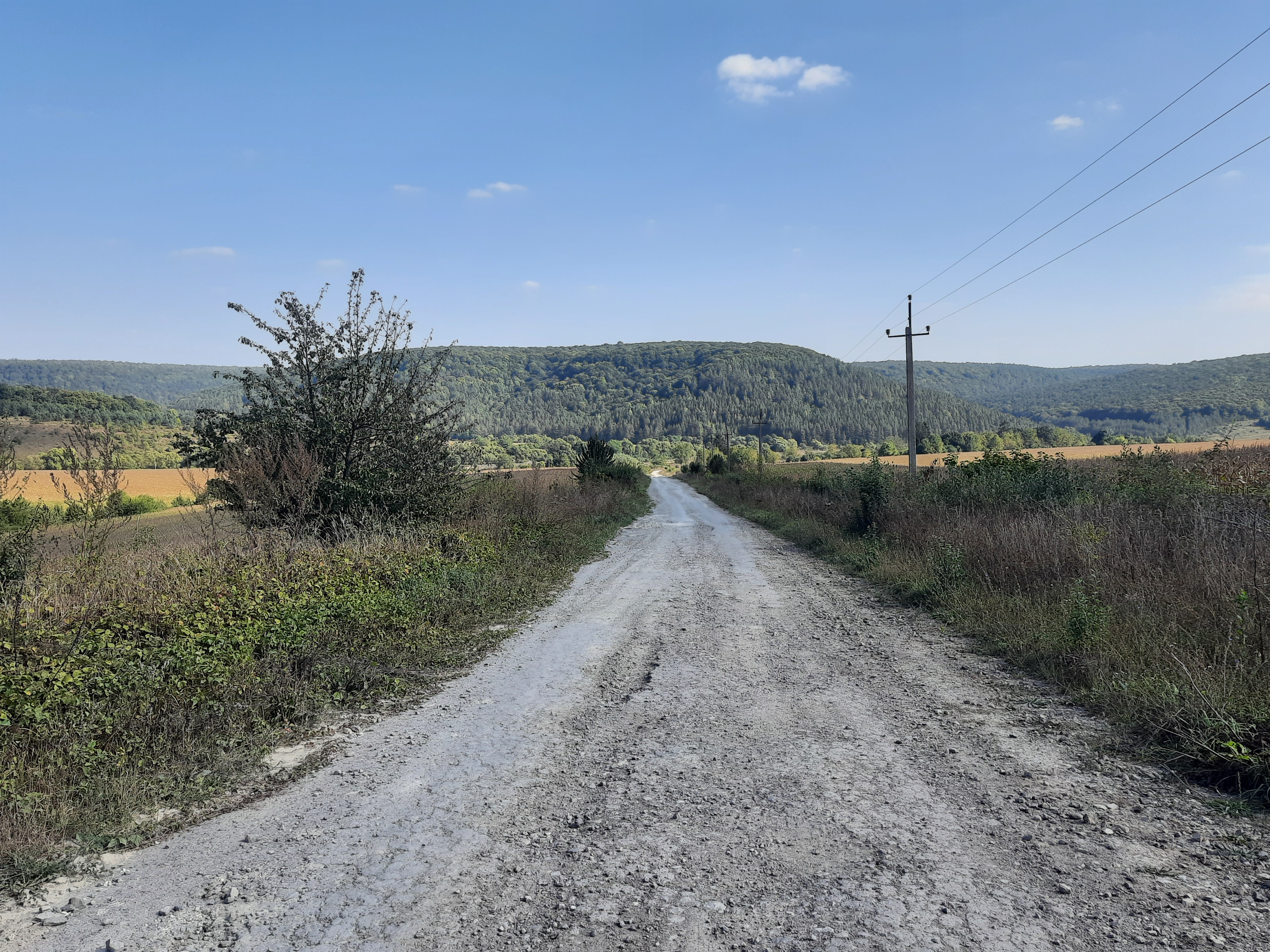
Дорога в село

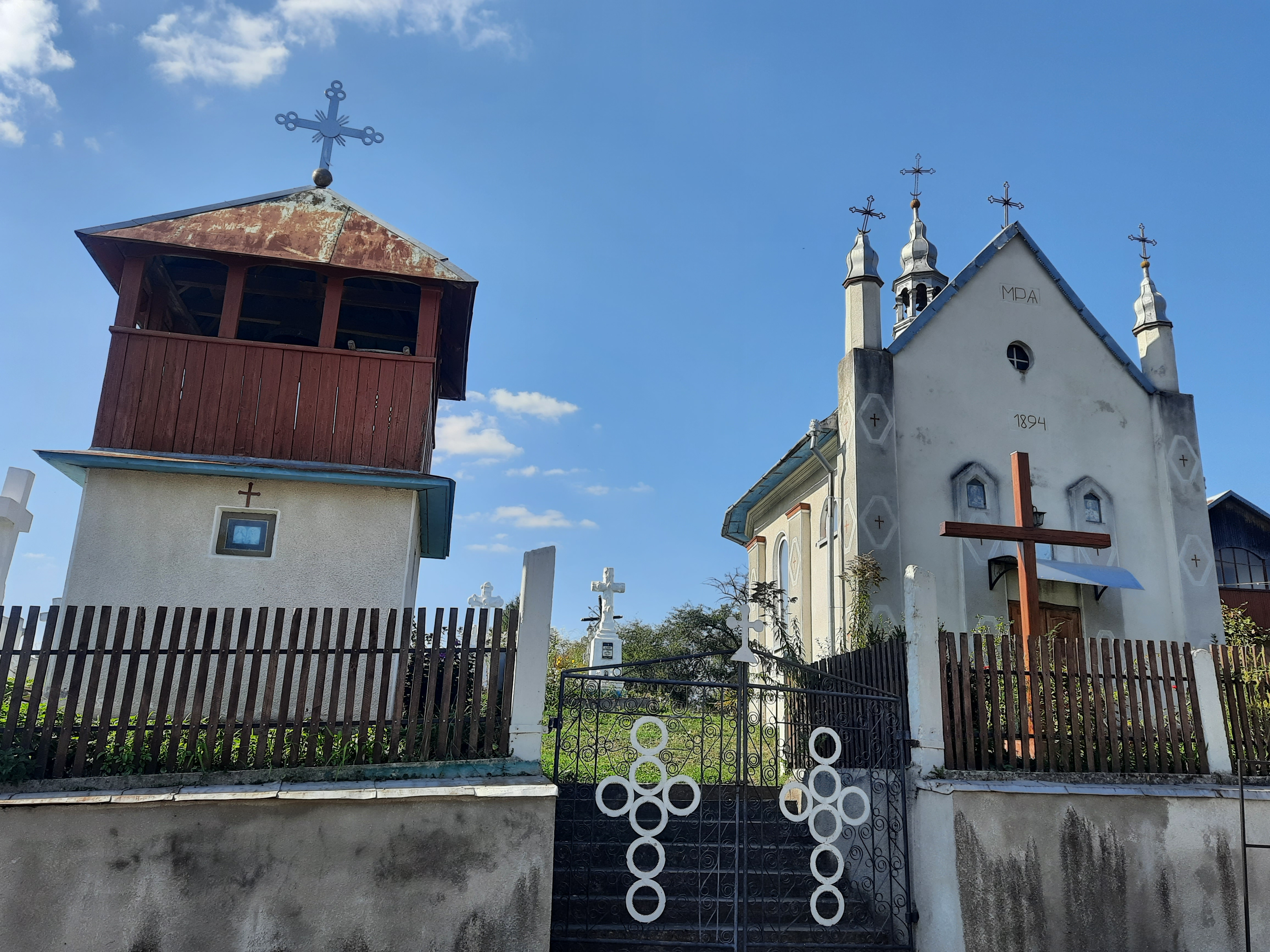
Церква Положення ризи Пресвятої Богородиці (1894)

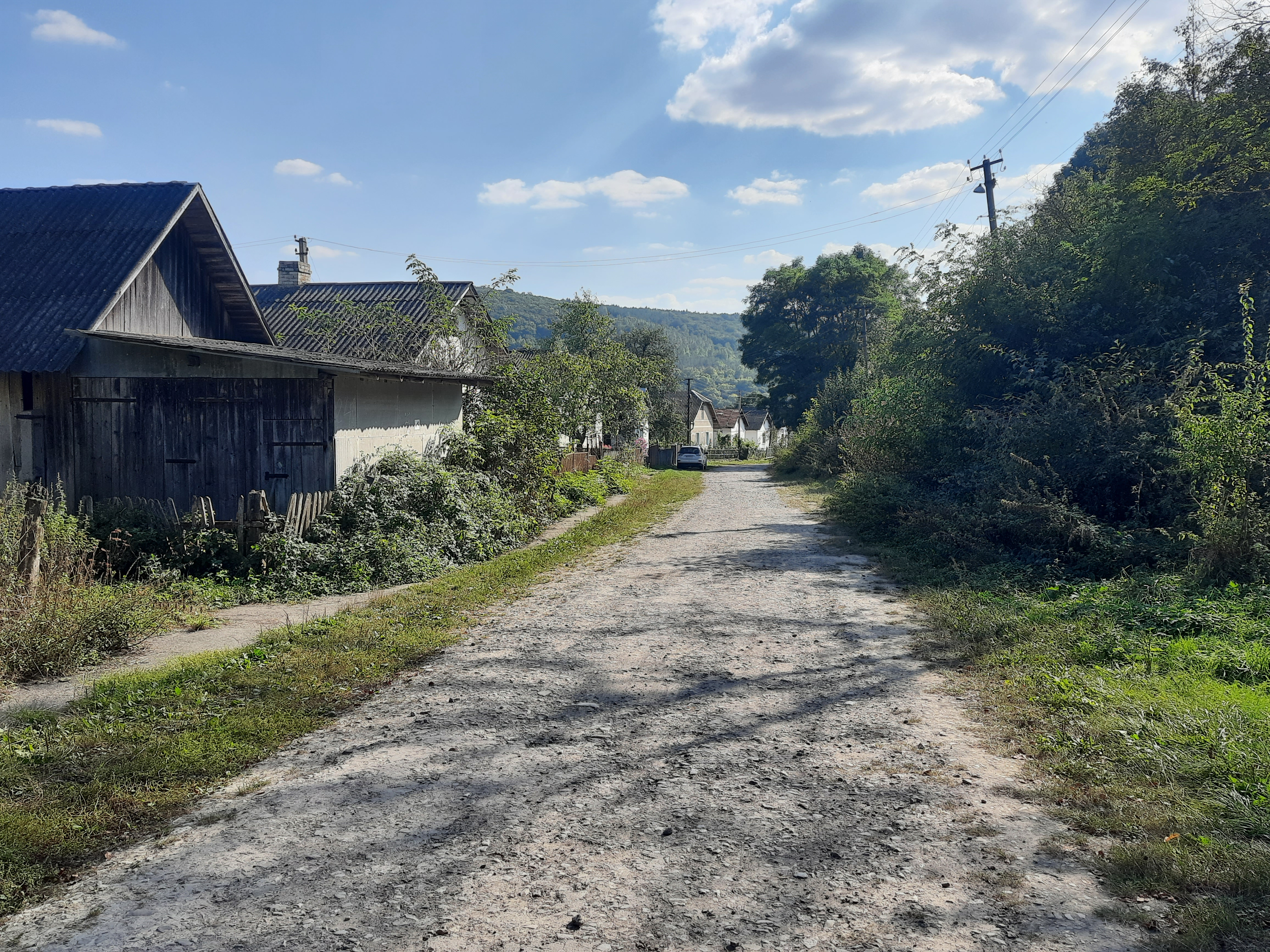
Сільська вулиця

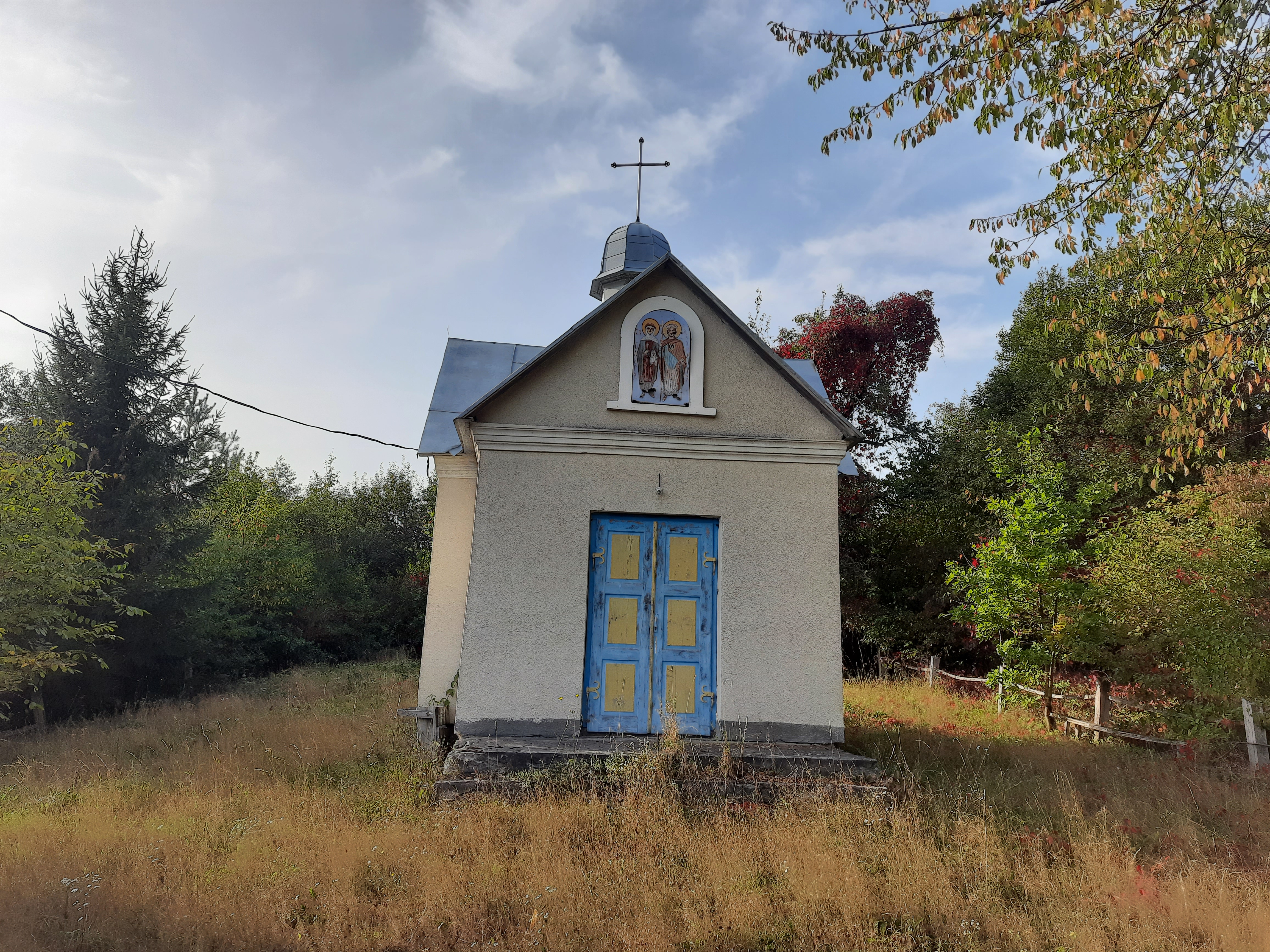
Каплиця Святих Володимира і Ольги (1997р) на хуторі Соколиця.

Базникі́вка —  село в Україні, у Саранчуківській сільській громаді Тернопільського району Тернопільської області. Населення становить 85 осіб (2014).
Від 2017 року ввійшло у склад Саранчуківської сільської громади. 

## Назва
Назва походить від місцевого діалектного слова базник, що означає бузина. За іншою версією засновником був утікач з Моравії Базника.

## Географія
Село розташоване на лівому березі річки Золота Липа — лівій притоці Дністра за 17 км від міста Бережан — та 6 км від найближчої залізничної станції Потутори.
Селом тече річка Літятинський потік.
Сусідні населені пункти:
Кількість дворів — 43. У Базниківці офіційно зареєстрована одна вулиця — Тиха.
До села приєднані хутори Гировиця та Соколиця.

### Клімат
Для села характерний помірно континентальний клімат. Базниківка розташована у «холодному Поділлі» — найхолоднішому регіоні Тернопільської області.
| Клімат Базниківки         | Клімат Базниківки | Клімат Базниківки | Клімат Базниківки | Клімат Базниківки | Клімат Базниківки | Клімат Базниківки | Клімат Базниківки | Клімат Базниківки | Клімат Базниківки | Клімат Базниківки | Клімат Базниківки | Клімат Базниківки | Клімат Базниківки |
| Показник                  | Січ.              | Лют.              | Бер.              | Квіт.             | Трав.             | Черв.             | Лип.              | Серп.             | Вер.              | Жовт.             | Лист.             | Груд.             | Рік               |
| Середній максимум, °C     | −1,2              | 0,2               | 5,2               | 13,3              | 19,2              | 22,3              | 23,7              | 23,1              | 18,8              | 12,9              | 5,7               | 0,9               | 12                |
| Середня температура, °C   | −4,2              | −2,8              | 1,5               | 8,4               | 13,8              | 17,0              | 18,4              | 17,7              | 13,7              | 8,4               | 2,8               | −1,7              | 7                 |
| Середній мінімум, °C      | −7,2              | −5,7              | −2,1              | 3,5               | 8,4               | 11,8              | 13,1              | 12,3              | 8,6               | 3,9               | −0,1              | −4,2              | 3                 |
| Норма опадів, мм          | 32                | 31                | 32                | 50                | 77                | 91                | 96                | 70                | 55                | 38                | 36                | 39                | 647               |
| ------------------------- | ----------------- | ----------------- | ----------------- | ----------------- | ----------------- | ----------------- | ----------------- | ----------------- | ----------------- | ----------------- | ----------------- | ----------------- | ----------------- |
| Джерело: climate-data.org |                   |                   |                   |                   |                   |                   |                   |                   |                   |                   |                   |                   |                   |

## Історія
За переказами, поселення засноване у 10–11 століттях. Було знищене татарами в 13 столітті. На території Базниківки виявлено поховання часів Київської Русі (12-13 ст.).
Базниківка — колишній хутір. Відома з 15 століття.
Поселення згадане у документах за 1731 рік. У 1880-их роках власником хутора був Станіслав Потоцький.
Вихідці з Базниківки воювали в Легіоні УСС, УГА, дивізії «Галичина», УПА. У селі Базниківка загинуло багато воїнів ОУН-УПА.
У 1930-их рр. студент Роман Гавдида, його брат Михайло та Федір Павлишин створили в селі «трійку» ОУН. Їм допомагала вчителька Олена Скасків. Наприкінці 1939 р. до місцевого осередку ОУН належали: Лев Баглай, Василь, Михайло та Олексій Бесаги, Василь і Дмитро Волощуки, Іван, Михайло й Роман Гавдиди, Іван і Роман Дубчаки, Богдан Карась, Іван Корчинський, Федір Купровський, Мирослав Накуций, Володимир та Михайло Новицькі, Іван Рабик, Іван Сторож, Михайло Хичій; військовим вишколом керував провідник «Данилко». Базниківка була центром теренового проводу ОУН.
Під час німецької окупації добровольцями у дивізію «Галичина» зголосилися Лев Баглай, Василь, Михайло та Олекса Бесаги, Дмитро Волощук, Іван Гавдида, Богдан Карась, Володимир Новицький, Іван Рабик, Іван Сторож, Михайло Хичій. Після 2-ї світової війни Левко Баглай, Олекса Бесага та Іван Сторож були десантовані у 1951 році на Західну Україну і полягли в бою з енкаведистами.
Воювали в УПА й загинули в бою Іван та Роман Дубчаки, якими командував Іван Ковальчук («Гомін»). Зв'язковими були: Емілія Бесага (Корчинська; псевдо «Тамара»), Марія Бесага («Вишня»), Стефанія Щур. Унаслідок облави загинули в урочищі Темному Федір Мандзій і Федір Самофал.
У 1952 році в селі було 53 двори. Тоді ж пройшла адміністративна реформа, внаслідок якої раніше окремі населені пункти — хутори Гировиця та Соколиця — приєднали до села.
Впродовж 30 років, щороку влітку, біля хутора Соколиця з усієї України проходять вишкіл пластуни у вишкільно - оздоровчому таборі «Лисоня» ім. І. Гавдиди, проходять також таборування члени МНК та СУМу, різних християнських організацій.
У 1939—2017 роках село належало до Саранчуківської сільради. Відтак увійшло до новоутвореної Саранчуківської сільської громади.
12 червня 2020 року, відповідно до Розпорядження Кабінету Міністрів України від  № 724-р «Про визначення адміністративних центрів та затвердження територій територіальних громад Тернопільської області», село увійшло до складу Саранчуківської сільської громади.
19 липня 2020 року, в результаті адміністративно-територіальної реформи та ліквідації Бережанського району, село увійшло до складу новоутвореного Тернопільського району.

## Населення
За даними перепису 2001 року в селі мешкало 116 осіб. У 2014 — 85 осіб.
Місцева говірка належить до наддністрянського говору південно-західного наріччя української мови.

## Економіка
У радянські часи в селі було утворено колгосп. Після розпаду Радянського Союзу майно та землі колишнього колгоспу було розпайовано.

## Політика
Від 28 квітня 2012 року село належить до виборчого округу 165. Виборці Базниківки приписані до виборчої дільниці № 610046, котра розташована у селі Саранчуках.

## Релігія
У селі є дві парафії Української греко-католицької Церкви. Обидві належать до Бережанського деканату Тернопільсько-зборівської архієпархії Тернопільсько-Зборівської митрополії. Є парафіяльні храми Положення ризи Пресвятої Богородиці (1894; відновлена 1990; кам'яна), а також Святих Володимира і Ольги (1997) на хуторі Соколиця.
Про початки Базниківської парафії відомостей не збереглося. За свідченнями місцевих жителів, храм було споруджено 1894 року на кошти громади села. Парафія і храм належали до УГКЦ до 1946 року. Відтак церква була зачинена радянською владою. Відновлена 1991 року, першим парохом був о. Підлипний. Відтак, парохами були: 1993—1995 — о. Володимир Заболотний, 1995—1997 — о. Михайло Коваль, 1997—1998 — о. Петро Сташків, від 1998 — о. Володимир Кіселик. При парафії діє братство «Апостольство молитви». У 2012 році до парафії належало 43 особи.

## Освіта
У післявоєнний період (1952 р.) у селі діяла школа.

## Охорона здоров'я
У селі діє фельдшерський пункт.

## Пам'ятки
У селі є дві церкви — церква Положення ризи Пресвятої Богородиці (1894; відновлена 1990; кам'яна), а також Церква святих Володимира і Ольги (1997) на хуторі Соколиця.
На подвір'ї церкви Положення ризи зведений пам'ятний хрест на честь скасування панщини 1848 року.
19 вересня 2010 р. у лісі (урочище Гуща), на місці загибелі від рук емдебістів (1948 р.) трьох вояків ОУН-УПА — Василя Городецького («Топіль»), Івана Жмурка («Орест», «808») та Івана Ковальчука («Гомін») відкрито пам'ятник у вигляді гранітного хреста.

## Відомі люди

### Народилися
- Левко Баглай  (1925—1951) — український військовик, громадський діяч.